# Mia May
Pour les articles homonymes, voir May.
Mia May, née Hermine Pfleger le 2 juin 1884 à Vienne, en Autriche-Hongrie, et morte le 28 novembre 1980  à Hollywood, aux États-Unis, est une actrice autrichienne du cinéma muet.

## Biographie
Mia May était l'épouse du réalisateur Joe May et la mère de l'actrice Eva May. Après le suicide de cette dernière en 1924, elle arrêta sa carrière d'actrice.

## Filmographie partielle
- 1917 : Hilde Warren et la Mort (Hilde Warren und der Tod) de Joe May : Hilde Warren
- 1919 : Veritas vincit de Joe May
- 1920 : L'Image vagabonde de Fritz Lang
- 1923 : Tragödie der Liebe de Joe May

## Sources de la traduction

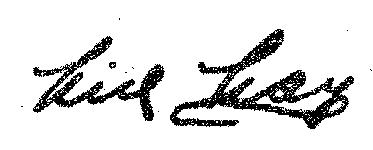
Autographe de Mia May.

- (de) Cet article est partiellement ou en totalité issu de l’article de Wikipédia en allemand intitulé « Mia May » (voir la liste des auteurs).